# Utopia
Utopia er en betegnelse for et perfekt samfund ("en utopi"). Det er titlen på englænderen Thomas Mores værk De Optimo Reipublicae Statu deque Nova Insula Utopia fra 1516. More konstruerede ordet utopia fra græsk "outopia" ("ingensteds") og "eutopia" ("et godt sted").

## Thomas Mores Utopia
Bogen er skrevet på latin og beskrev et rationelt samfund, en republik, hvor al ejendom er fælleseje. Utopia har få love og ingen advokater. Alle indbyggerne bidrager til landbruget, mens slaver udfører rutinearbejdet. Kundskab og visdom dyrkes, men fællesskabet kommer før moral. Livet er nøje reguleret fra vugge til grav, og gamle og syge bliver elimineret.

## Eksterne link
- Wikimedia Commons har flere filer relateret til Utopia
- Bogens fulde tekst hos Project Gutenberg Arkiveret 10. november 2004 hos  Wayback Machine
- Andre Schuchardt: Freiheit und Knechtschaft. Die dystopische Utopia des Thomas Morus. Eine Kritik am besten Staat